# Prionospio fallax
Prionospio fallax är en ringmaskart som beskrevs av Söderström 1920. Prionospio fallax ingår i släktet Prionospio och familjen Spionidae. Arten är reproducerande i Sverige. Inga underarter finns listade i Catalogue of Life.